# Benjamin Favreau
Benjamin Aristide Marcel Favreau, né le 17 janvier 1915 à Falleron (Vendée) et mort le 20 décembre 1994 à Paris, est un officier français de la Seconde Guerre mondiale, Compagnon de la Libération par décret du 9 septembre 1942.

## Biographie
Neuvième enfant d'agriculteurs vendéens, Benjamin Favreau fait des études de lettres classiques à l'université catholique d'Angers puis à la Sorbonne. Réformé, il ne peut s'engager à la déclaration de guerre en 1939 et s'embarque pour la Guinée où il est recruté par la Société commerciale de l'Ouest africain (SCOA).

### Au combat
Benjamin Favreau est à Conakry en juin 1940 et ne peut se résoudre à l'armistice. Il se rend en Guinée puis au Sierra Leone où il s'engage le 21 octobre, lendemain de son arrivée, dans les Forces françaises libres. En janvier 1941, il est envoyé au camp Colonna d'Ornano à Brazzaville pour y suivre la formation d'élève-aspirant. 
Nommé aspirant en juillet 1941, il est affecté au Bataillon du Pacifique, au sein de la 1re division française libre. Il est chef de section en janvier 1942 en Libye et participe à la bataille d'Halfaya. Du 27 mai au 11 juin, il combat à Bir-Hakeim où il pénètre à plusieurs reprises dans les lignes allemandes, y réussissant des actions d'éclat qui lui valent d'être fait Compagnon de la Libération. Le général de Gaulle lui en remet l'insigne au cours d'une prise d'armes à Beyrouth le 29 août 1942.
Le sous-lieutenant Favreau rejoint le bataillon d'infanterie de la marine et du Pacifique (BIMP). Il combat en octobre à El Alamein et de mars à mai 1943 en Tunisie. Le 5 mai, au Djebel Kassoum, il met hors de combat des soldats ennemis et en fait d'autres prisonniers alors qu'il est blessé par des éclats de grenade. Il est promu lieutenant en juin 1943 et fait la campagne d'Italie où il se distingue à Radicofani. En août 1944, il débarque en Provence avec la 1re division française libre et prend part à la libération de Toulon au cours de laquelle il est de nouveau blessé. Il combat ensuite dans les Vosges et dans les Alpes du Sud au massif de l'Authion.

### Après la guerre
Benjamin Favreau quitte l'armée en avril 1946 et devient administrateur de la France d'Outre-mer. Il est chef de circonscription en AEF puis chef de bureau des affaires économiques d'Oubangui-Chari. De 1956 à 1958, il est conseiller technique aux cabinets des ministres de la France d'Outre-mer, chargé de la santé, du travail et des affaires sociales. Il est de 1958 à 1960 commissaire-résident de France au condominium franco-britannique des Nouvelles-Hébrides puis, en 1961 et 1962, membre du cabinet de Georges Gorse, secrétaire d'État aux Affaires étrangères, comme conseiller technique puis conseiller aux affaires administratives.
Il rédige ensuite ses mémoires. La partie couvrant la période 1940-1942 sera publiée de façon posthume en 2011. Il meurt en décembre 1995, peu avant ses 80 ans, à l'hôpital du Val-de-Grâce, Benjamin Favreau repose à Grand'Landes, son village d'enfance en Vendée.

## Mémoires
- Benjamin Favreau, Mémoires d'un compagnon de la libération, 18 juin 1940, La Crèche, Geste éditions, coll. « Témoignage », 2011, 432 p. (ISBN 978-2-845-61821-3).

## Décorations
Décorations françaises :
- Officier de la Légion d'honneur
- Compagnon de la Libération
- Croix de guerre 1939–1945 (3 citations)
- Médaille coloniale avec agrafe « Libye-Bir-Hakeim »
- Croix du combattant volontaire

Décorations étrangères :
- Military Cross (Royaume-Uni)

## Sources
- Notice biographique sur le site de l'ordre de la Libération, avec photographie
- François Broche, « Benjamin Favreau », in Revue de la Fondation de la France libre, p. 16, no 42, décembre 2011
- Philippe Gibert, « Benjamin Favreau, né à Falleron, compagnon de la Libération », Ouest-France, 24 et 25 novembre 2011
- « Benjamin Favreau », in Le Courrier vendéen, 20 novembre 2013